# Sid Bevan
Pour les articles homonymes, voir Bevan.

a Compétitions nationales et continentales officielles uniquement.

b Matchs officiels uniquement.
Thomas Sidney Bevan, né le 2 mai 1877 à Morriston et mort le 17 octobre 1933 à Swansea, est un joueur gallois de rugby à XV évoluant au poste d'avant. Il est international gallois et il intègre l'équipe des Lions britanniques lors de la tournée en Australie de 1904.

## Biographie
Sid Bevan fait sa scolarité à la Ardwyn Grammar School et commence le rugby à XV avec le club local du Morriston RFC. En 1897, il rejoint le club du Swansea RFC avec lequel il joue jusqu'en 1905. Il est sélectionné pour la première et dernière fois avec le pays de Galles en 1904 pour une rencontre contre l'Irlande. Il est ensuite sélectionné pour la tournée en Australie et en Nouvelle-Zélande de 1904 des Lions britanniques, équipe conduite par l'Écossais David Bedell-Sivright. 
Lors de la Première Guerre mondiale, il est engagé comme lieutenant en second au sixième bataillon du régiment gallois.

## Statistiques

### En équipe nationale
- 1 sélection en 1904
- Tournoi britannique disputé : 1904

### Avec les Lions britanniques
- 4 sélections en 1904 : 3 contre l'Australie et une contre la Nouvelle-Zélande